# فيروزي أخضر
الفيروزي الأخضر هو أحد تدرجات اللون الفيروزي.